# マジェスティック級戦艦
マジェスティック級戦艦 (マジェスティックきゅうせんかん、Majestic class battleship) は、イギリス海軍の前弩級戦艦の艦級。前弩級艦の基本形を確立した。前級の近代戦艦の嚆矢とされるロイヤル・サブリン級の露砲塔方式、主砲などの問題点を改善している。時の設計主任官であるウィリアム・ヘンリー・ホワイトによる設計で、大日本帝国海軍の敷島型戦艦は本級を手本としている。同型艦9隻が1895年から1898年にかけて就役した。

## 概要

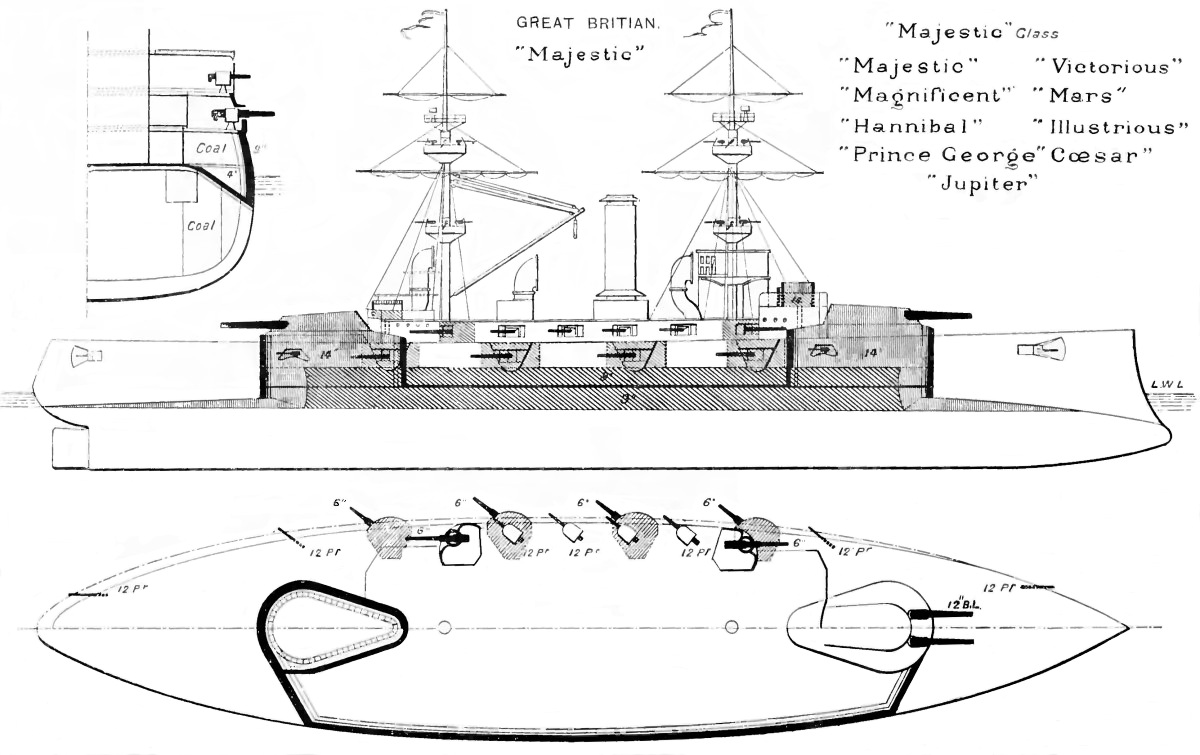
マジェスティック級戦艦（シーザー、イラストリアスを除く）

ハーヴェイ・ニッケル鋼の採用によって舷側装甲の厚さを前級のロイヤル・サブリン級の半分とすることができ、その分カバー範囲を中甲板の高さまで拡大した。また主砲を密閉式の砲塔に収めた。攻撃力の面でも、主砲に無煙火薬のコルダイトを装薬に使う新設計の35口径30.5cm砲（BL 12 inch Mk VIII naval gun）を採用し、ロイヤル・サブリン級の黒色火薬を装薬に使う30口径34.3cm砲よりもコンパクトかつ貫通力を2割向上させた。その他、初めて石炭と重油の両方を燃料とする混焼缶を採用した。
ただし揚弾筒は固定式であり、給弾時は首尾線上に一旦砲塔を戻す必要があった（富士型戦艦#主砲参照）。その方式のため砲塔は洋ナシ型をしている。後期に造られたシーザーとイラストリアスは、バーベットに揚弾筒を内蔵しており次級のカノーパス級戦艦と同様である。
外見上では、イギリス戦艦として並列した煙突を装備した最後のクラスでもある。本級の次のカノーパス級以降は、煙突はすべて中心線上に置かれるようになった。

## 戦歴
本艦級の戦艦は1906年のドレッドノートの登場ですべて旧式化したが、輸送艦や砕氷艦、警備艦などとして全艦第一次世界大戦に参加し、1915年にUボートによって撃沈されたマジェスティックを除き艦歴を全うした。生き残った艦もすべて1920年前後にスクラップにされた。イギリス戦艦で第一次世界大戦に参加したクラスとしては最古参である。

## 同型艦
- マジェスティック Majestic（1895）：形容詞「堂々とした」
- マグニフィセント Magnificent（1895）：形容詞「壮大な」
- ハンニバル（英語版） Hannibal（1898）：古代カルタゴの将軍
- プリンス・ジョージ（英語版） Prince George（1896）：のちの国王ジョージ5世（就役当時のヴィクトリア女王の孫）
- ヴィクトリアス（英語版） Victorious（1896）：形容詞「勝ち誇った」
- ジュピター（英語版） Jupiter（1897）：古代ローマの主神　または木星
- マース（英語版） Mars（1897）：古代ローマの戦争神　または火星
- シーザー（英語版） Caesar（1898）：古代ローマの英雄
- イラストリアス（英語版） Illustrious（1898）：形容詞「輝かしい」

## 参考図書
- 「世界の艦船増刊第30集　イギリス戦艦史」(海人社)